# Władysław Pawelec (kompozytor)
Władysław Pawelec (ur. 10 sierpnia 1906 w Sosnowcu, zm. 2 grudnia 2007 w Warszawie) – polski kompozytor muzyki rozrywkowej, skrzypek, kierownik orkiestr.   

## Życiorys
Urodził się jako syn Jakuba, pracownika huty „Katarzyna” w Sosnowcu, i Marii Pawelec. Jego rodzina miała dom przy ul. Batorego 8. Matka zmarła w wyniku dyzenterii, gdy Władysław miał 7 lat. Ojciec podczas I wojny światowej trafił do niewoli niemieckiej. Władysław był szkolnym przyjacielem Jana Kiepury, późniejszego światowej sławy śpiewaka operowego. Po zakończeniu wojny został uczniem Gimnazjum Państwowego im. Stanisława Staszica w Sosnowcu, rozpoczynając równocześnie naukę gry na skrzypcach. Był uczniem prof. Zygmunta Szellera i prof. Józefa Jarzębskiego. Po zakończeniu nauki pracował jako muzyk w warszawskich lokalach „Adria” i „Bagatelka”. Dzięki temu poznał i zaprzyjaźnił się z Bolesławem Wieniawą-Długoszowskim, adiutantem marszałka Józefa Piłsudskiego. Od 1935 był członkiem ZAiKS-u (jego przedwojenna legitymacja ZAiKS-u została odnaleziona na gruzach Warszawy i oddana właścicielowi).   
W czasie II wojny światowej uczestniczył w powstaniu warszawskim. Więzień niemieckich obozów koncentracyjnych Auschwitz-Birkenau, Gross Rosen i obozu w czeskich Litomierzycach.
Po wojnie współorganizator Filharmonii Szczecińskiej, współpracownik radia. Represjonowany przez służbę bezpieczeństwa. Od 1956 ponownie mieszkał w Warszawie. Występował jako skrzypek w pierwszej powojennej państwowej orkiestrze jazzowej Błękitny Jazz pod dyrekcją Ryszarda Damrosza (m.in. występy w ZSRR), następnie w Orkiestrze Feliksa Dzierżanowskiego (dwukrotne występy w USA) i Orkiestrze Włościańskiej im. Karola Namysłowskiego.
Autor 200 utworów, w tym przeboju „Mexicana” wykonywanego przez Nataszę Zylską. Utwór ten nagrywany był kilkaset razy na całym świecie, m.in. przez zespół Los Paraguayos, wykorzystany był też w kilku filmach np. w Mój stary z Adolfem Dymszą oraz Nad rzeką, której nie ma z Adrianną Biedrzyńską. Muzyka Władysława Pawelca („Oblekoński oberek”) została wykorzystana również w kultowym filmie Rejs. Innym jego utworem (najbardziej znanym na Węgrzech), jest czardasz „Wyspa Małgorzaty”. W Polsce został nagrany przez orkiestrę Stefana Rachonia. Jego piosenki wykonywały m.in. takie gwiazdy polskiej piosenki jak: Mieczysław Fogg, Janusz Gniatkowski, Jolanta Kubicka, Anna Jantar, Irena Jarocka, Teresa Tutinas, Tercet Egzotyczny, Zespół Teatru BUFFO, Zespół The Castle Band, Novi Singers czy Natasza Zylska.
Wieloletni społeczny pracownik ZAiKS-u, gdzie pełnił m.in. funkcję szefa sekcji muzyki rozrywkowej (sekcja B), wieloletni członek ZAKR-u, przewodniczący komisji emerytalnej w Ministerstwie Kultury i Sztuki. 
Syn – Fryderyk również poszedł w ślady ojca. Ukończył studia w Akademii Muzycznej im. Fryderyka Chopina w Warszawie (Uniwersytet Muzyczny im. F. Chopina). Muzyk (trębacz), kompozytor, pedagog, dziennikarz. Występował m.in. z zespołami Daab i The Castle Band. Od 1986 roku członek ZAiKS-u.
Zmarł w Warszawie, pochowany na cmentarzu komunalnym Północnym w Warszawie (kwatera E-XIV-1-3-23).

## Odznaczenia
- Medal ZAiKS-u (1986)[3]
- Honorowa Odznaka ZAiKS-u (1978)[3]